# Tsumairi

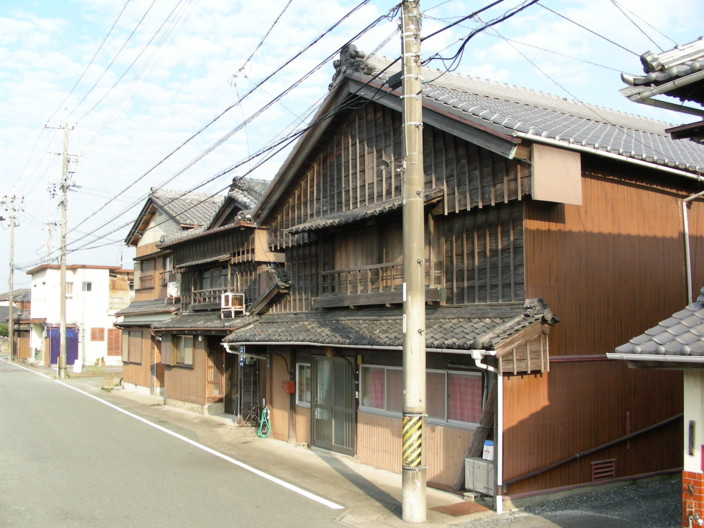
Style tsumairi : l'entrée se trouve du côté du pignon.

Le tsumairi ou tsumairi-zukuri (妻入・妻入造) est un style d'architecture japonaise traditionnel dans lequel l'entrée principale d'un bâtiment se trouve sur l'un ou les deux côtés à pignon (妻, tsuma). Les styles d'architecture shinto taisha-zukuri, sumiyoshi-zukuri, ōtori-zukuri et kasuga-zukuri appartiennent tous à ce type. 